# HMS London (1670)
HMS London – angielski (następnie brytyjski) XVII-wieczny trzypokładowy okręt liniowy II rangi.

## Historia
„London” został zbudowany pod kierunkiem szkutnika Jonasa Shisha w stoczni w Deptford w oparciu o poprzednio istniejący „Loyal London”. Koszt odbudowy wyniósł 20 470 ówczesnych funtów.
„London” wziął udział w trzeciej wojnie angielsko-holenderskiej. W 1672 roku „London” pod dowództwem wiceadmirała Edwarda Spragge był flagowym okrętem eskadry „czerwonej” połączonej floty angielsko-francuskiej w nierozstrzygniętej bitwie pod Solebay. W następnym „London” brał udział w przegranej, pierwszej i drugiej, bitwie pod Schooneveld (eskadra „czerwona”) oraz zakończonej takim samym rezultatem bitwie pod Texel jako okręt wiceadmiralski eskadry „czerwonej”.
Następną wojną, w której brał udział „London”, była wojna Francji z Ligą Augsburską, gdzie nastąpiło odwrócenie sojuszy i Anglicy walczyli u boku Holendrów z Francuzami. W 1692 roku w bitwie morskiej pod La Houge połączone siły anglo-holenderskie zadały decydujący cios flocie francuskiej. „London” wchodził wówczas w skład eskadry „czerwonej”, dowodzonej przez admirała Edwarda Russella (głównodowodzący połączonej floty angielsko-holenderskiej).
Od października 1695 roku „London” pozostawał w rezerwie, w 1701 zapadła decyzja o jego rozbiórce i przebudowie na 100-działowy okręt liniowy I-rangi. Zakres zmian, które rozpoczęły się w 1702 roku w stoczni w Chatham, obejmował przebudowę kadłuba, powstawał więc właściwie nowy okręt.
2 lipca 1706 roku „London” został wodowany ponownie. 1 maja 1707 nowy okręt przewodził uroczystościom Unii Anglii i Szkocji, czyli powstaniu Wielkiej Brytanii. Od tej pory „London” nie brał udziału w bitwach, pozostając w rezerwie.
W latach 1718–1721 „London” został poddany gruntownemu remontowi w Chatham, który wiązał się ze zmianami uzbrojenia (zwiększenie siły ognia poprzez zamontowanie na dolnym pokładzie działowym armat 42-funtowych zastępujących 24-funtowe), a co za ty idzie, ze zwiększeniem wyporności. Koszt remontu wyniósł 27 632 ówczesnych funtów.
Przebudowany okręt nigdy nie wrócił już do służby. Ostatecznie w październiku 1742 roku „London” został skreślony ze stanu floty i w tym samym roku rozebrany w Chatham.